# Трећа Србија — Богата Србија
Трећа Србија — Богата Србија je бивша политичка странка у Србији. Настала је 2015. године припајањем организације Трећа Србија странци Богата Србија регистрованој од 2011. године.
Трећа Србија деловала је од 2012. до 2015. године као удружење грађана, а настало је на оснивачкој/изборној скупштини одржаној 13. октобра 2013. у Београду, издвајањем из Покрета за живот — Двери.
За првог председника странке изабран је Александар Протић, који је био члан и продуцент музичке групе Београдски синдикат, а за његовог заменика Мирослав Паровић,тада шеф одборничке групе изабран са листе Покрет за живот Двери — Мирослав Паровић у Новом Саду, који је потом 22. марта 2014. на Генералној скупштини ове организације са 29 година изабран за другог председника Треће Србије као најмлађи лидер једне политичке партије у Србији.
Први пут на изборе, изашла је у Земуну 2. јуна 2013. године, и на свом првом одмеравању политичке снаге освојила око 2% гласова. Избори 2014. први су парламентарни избори на којима је ова странка учествовала самостално. Од тада до данас учествује активно у политичком животу Србије.
Јула 2015. Мирослав Паровић као председник Треће Србије — Богате Србије користећи овлашћења искључује из партије генералног секретара са којим одлази неколицина чланова.
Услед потребе за прилагођавањем савременим трендовима у европској политици одлуком органа партије 17. децембра 2016, донете су одлуке о промени начина унутрашњег организовања, када је прерасла у Народни слободарски покрет. Термин Трећа Србија задржан је као назив политичке платформе Народног слободарског покрета.